# Olímpio Noronha
Olímpio Noronha là một đô thị thuộc bang Minas Gerais, Brasil. Đô thị này có diện tích 53,93 km², dân số năm 2007 là 2505 người, mật độ 47,3 người/km².